# Димитър Пиргов
Димитър Емилов Пиргов (роден на 26 октомври 1989 г.) е български футболист . Играе като централен защитник. Той е брат на вратаря Илко Пиргов.

## Кариера

### Клубна кариера
Родом от Гоце Делчев, Пиргов започва да тренира футбол в местния Пирин (Гоце Делчев). Първите му треньори са Иван Макриев и Димитър Киряков. След това преминава в школата на Пирин 2001.
Дебютира в професионалния футбол в Б група с отбора на Чавдар (Етрополе). Впоследствие професионалната му кариера продължава в А група с тимовете на Пирин (Гоце Делчев) и Славия (София).
На 13 юни 2016 г. Пиргов преминава от Славия (София) в Левски (София). В началото на 2017 г. е определен за най-добър защитник на България за 2016 г.

### Национален отбор
През август 2016 г. Пиргов е извикан за първи път в националния отбор, като попада в разширената група от 23-ма играчи на селекционера Ивайло Петев за световната квалификация срещу Люксембург. Дебютира за България под ръководството на Петър Хубчев на 7 октомври 2016 г., записвайки пълни 90 минути в центъра на защитата при загуба с 1:4 от Франция на Стад дьо Франс.